# Starnbergi-tó
A Starnbergi-tó (németül Starnberger See, 1962-ig Würmsee) Németország ötödik legnagyobb tava. 25 km-re délnyugatra található Münchentől, Starnberg mellett. Szomorú nevezetessége, hogy ebbe a tóba fulladt bele II. Lajos bajor király 1886. június 13-án. Halálának helyét ma egy kis kápolna és egy vízbe állított kereszt jelöli.

## Földrajza

### Jellemzői
Németország ötödik legnagyobb tava a Boden-tó, a Müritz, a Chiemsee és a Schwerini-tó után. Keletkezését tekintve glaciális eredetű, a würm időszakban a visszahúzódó gleccser vájta ki medrét, melynek legnagyobb mélysége meghaladja a 127 métert. Hossza közel 20 km, szélessége valamivel több mint 4,5 km. Vízfelszínének kiterjedése 56,36 km². Víztérfogata jelentős, közel 3 km3, ezzel az ország második legnagyobb térfogatú tava.

### Határoló települések
Az alábbi nyolc település fekszik a tó partján (Észak felől indulva, az óramutató járása szerint):
1. Starnberg (észak, Starnberg járás)
2. Berg (északkelet, Starnberg járás) Kempfenhausen, Berg, és Leoni városrészekkel.
3. Münsing (délkelet, Bad Tölz-Wolfratshausen járás) Ammerland, Ambach, Degerndorf, Holzhausen, Pischetsried, Sankt Heinrich, Schechen, Weipertshausen és Wimpasing városrészekkel.
4. Seeshaupt (dél, Weilheim-Schongau járás) Seeseiten városrésszel.
5. Bernried (délnyugat, Weilheim-Schongau járás)
6. Tutzing (nyugat, Starnberg járás) Unterzeismering városrésszel.
7. Feldafing (északnyugat, Starnberg járás) Garatshausen városrésszel.
8. Pöcking (északnyugat, Starnberg járás) Possenhofen és Niederpöcking városrésszel.

A nyugati partok mentén, Possenhofentől délre található a kis méretű Roseninsel szigete. Maga a tó a bajor állam tulajdonában áll, és jogilag a Bayerische Verwaltung der staatlichen Schlösser, Gärten und Seen nevű hivatalhoz tartozik. Pöckingben található az egykori possenhofeni kastély, Erzsébet császárné és királyné szülőhelye.

## Természet- és környezetvédelem
A Starnbergi-tó nemzetközi jelentőségű vizes élőhely, amelyet 1976 óta a rámszari egyezmény véd. A tónak és a hozzájuk kapcsolódó part menti meredek morénalejtők sokszínűségének és egyediségének biztosítása érdekében 1987-ben Starnbergi-tó és a szomszédos nyugati területek néven a környékét tájvédelmi körzetté nyilvánították.
Bajorország legnagyobb víztömegű állóvizeként a tónak központi szerepe van a madárvonulás szempontjából. Az őszi és téli hónapokban mintegy 20-25 000 vízi madár pihen meg vagy telel át itt. Ezzel szemben a tavaszi és nyári hónapokban a parti területek döntően a költözőmadarak fészkelési területei is, például a küszvágó csér, amely a telet a déli féltekén tölti. A Natura 2000 keretében 2000-ben madárrezervátumnak, 2004-ben pedig az élőhelyvédelmi irányelv értelmében is védett területnek nyilvánította a tavat.

## Fordítás
Ez a szócikk részben vagy egészben  a   Starnberger See című német Wikipédia-szócikk fordításán alapul.  Az eredeti cikk szerkesztőit annak laptörténete sorolja fel. Ez a jelzés csupán a megfogalmazás eredetét és a szerzői jogokat jelzi, nem szolgál a cikkben szereplő információk forrásmegjelöléseként.